# Khubmesihi
Khubmesihi (del persa khub, 'bo', i de mesih, 'messies') és el nom d'una secta que va existir al segle xvii, desenvolupada sobretot a Istanbul, que declarava la superioritat de Jesús sobre Mahoma. Els sectaris eren subjectes a la pena de mort i, per tant, clandestins, però hi van participar diverses persones destacades del Serrall. Portaven un turbant blanc. El moviment probablement estava inspirat de les doctrines de Kabid, executat el 1527 i que també deia que el rang de Jesús era més alt.